# Rosengarten (Mannheim)

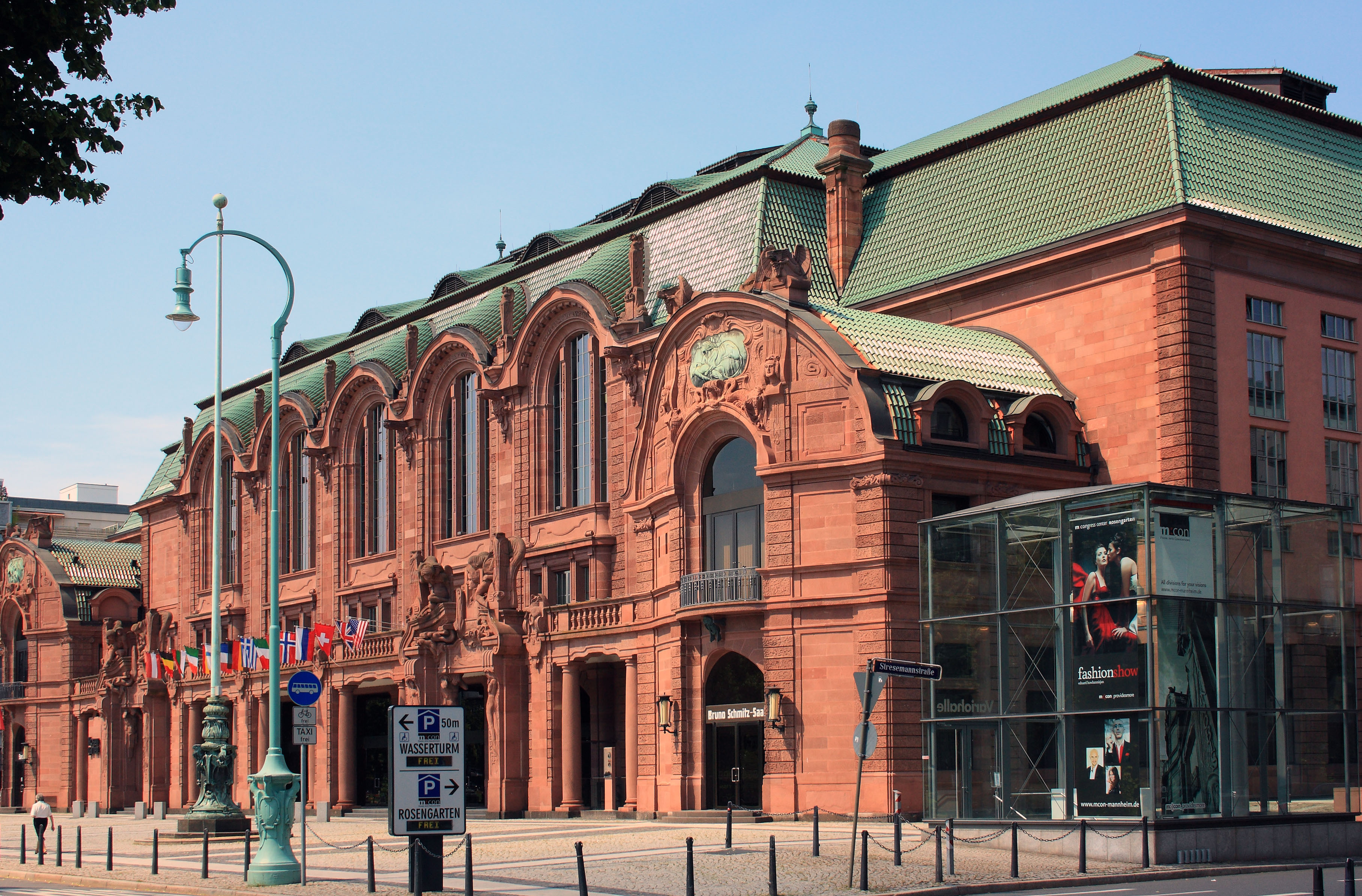
Mannheimer Rosengarten (2010)

Der Rosengarten (offizielle Bezeichnung: m:con Congress Center Rosengarten) ist ein Kongress- und Tagungszentrum in der Mannheimer Innenstadt.

## Geschichte

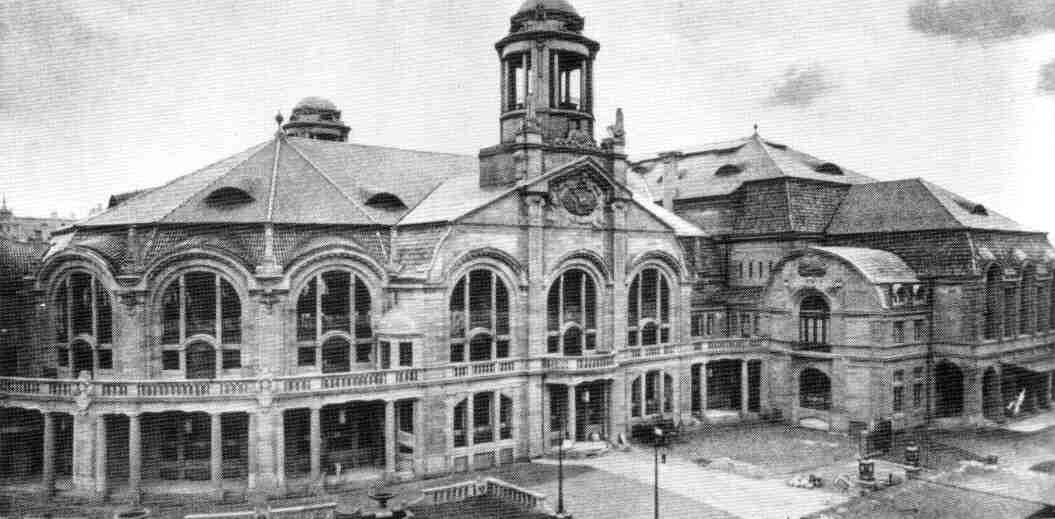
Kurz vor der Fertigstellung 1902

Das Gebäude wurde von 1900 bis 1903 nach einem Entwurf des Architekten Bruno Schmitz durch die Firma Joseph Hoffmann & Söhne als städtische Festhalle im Jugendstil errichtet. Der Nibelungensaal war mit einer Kapazität von 6000 Plätzen einer der größten Säle in Deutschland. Wendelin Weißheimer schreibt 1904 begeistert von seinem „Riesenerfolg“ in dem „Riesengebäude“. Friedrich Naumann hält in seinem 1914 erschienenen Buch „Die Kunst der Rede“ fest, es sei ein „Labsal“, in „Deutschlands größtem Saale“ zu sprechen. Der Rosengarten befindet sich an der Nordseite der Jugendstil-Anlage Friedrichsplatz gegenüber dem Mannheimer Wahrzeichen, dem Wasserturm. Mit seinem charakteristischen Dach aus grün glasierten Tonziegeln prägt der Rosengarten das Stadtbild als wichtige Sehenswürdigkeit. Im Zweiten Weltkrieg wurde der Rosengarten stark zerstört. Der historische Vorderbau mit dem Musensaal wurde außen wiederhergestellt. Anstelle des nicht wieder aufgebauten Nibelungensaals entstand hinter dem Altbau 1974 ein moderner Neubau nach den Plänen des Mannheimer Architekten Karl Schmucker, in dem sich der Mozartsaal befindet, der seither größte Saal. Im Jahr 2006/07 wurde das Gebäude nach den Plänen von Andreas Schmucker, Sohn von Karl Schmucker, erheblich erweitert. Die Rückseite um den Gebäudeteil von 1974 wurde umbaut, so dass sich die Gesamtfläche fast verdoppelte. Während der Corona-Pandemie wurde er 2020 zum Testzentrum umfunktioniert.

## Nutzung

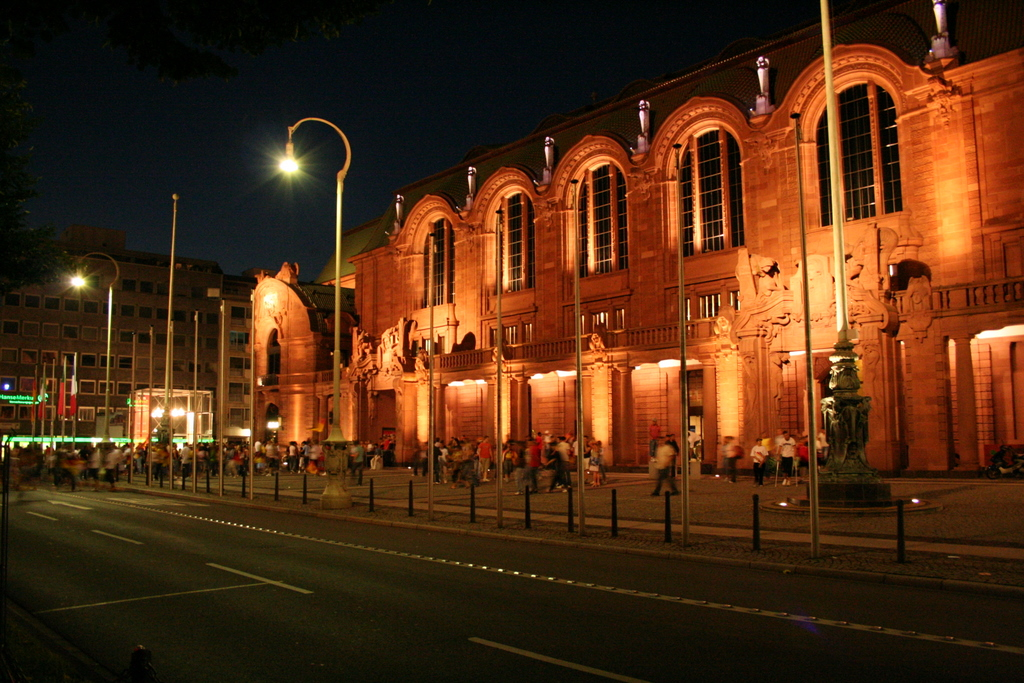
Rosengarten bei Nacht

Der Rosengarten wird von der m:con – mannheim:congress GmbH betrieben, die zu 100 Prozent der Stadt Mannheim gehört.
Veranstaltungen wie die Hauptversammlung des Deutschen Städtetages, Aktionärshauptversammlungen von Unternehmen wie der BASF, Parteitage sowie große Medizinerkongresse wie die Jahrestagung der Deutschen Gesellschaft für Kardiologie haben dazu beigetragen, dass das m:con Congress Center Rosengarten eines der erfolgreichsten Kongresszentren Deutschlands ist. Laut einem Ranking der Fachzeitschrift „HV Magazin“ (Stand: 2016) ist es das führende Kongresszentrum für Hauptversammlungen in Baden-Württemberg. Medizinische und wissenschaftliche Kongresse finden ebenfalls in großer Zahl statt, zum Beispiel die „Neurowoche“, veranstaltet von der Deutschen Gesellschaft für Neurologie. Neben Kongressen und Hauptversammlungen finden auch Konzerte, Benefiz- und Gala-Abende im Rosengarten Mannheim statt. Der Mozartsaal im Rosengarten ist die Spielstätte für das traditionsreiche Nationaltheater-Orchester der Musikalischen Akademie Mannheim. Auch die verschiedenen Klangkörper des SWR veranstalten dort eine eigene Konzertreihe. Der Mozartsaal wird auch von den großen Sinfonieorchestern der Welt als Gastspielstätte genutzt. Die Staatsphilharmonie Rheinland-Pfalz führt hingegen ihre Mannheimer Konzertreihe vorwiegend im Musensaal auf.

## Raumangebot
Der Rosengarten hat insgesamt 44 Säle auf einer Gesamtfläche von 22.000 m² und bietet Platz für über 9.000 Personen. Der Mozartsaal bietet bis zu 2.300 Personen Platz. Der Musensaal im historischen Altbau kann bis zu 1.360 Besucher aufnehmen, der Stamitzsaal daneben etwa 250 Personen. Der Holzbauersaal in der unterirdischen Vario-Halle ist beliebig unterteilbar und bietet bis zu 900 Personen Platz. Direkt an das Gebäude angeschlossen sind drei Tiefgaragen mit einer Gesamtkapazität von 1.400 Parkplätzen: Rosengarten-Tiefgarage (700 Parkplätze), Wasserturm-Tiefgarage (450) und Dorint-Tiefgarage (250).

## Erweiterung 2006/2007

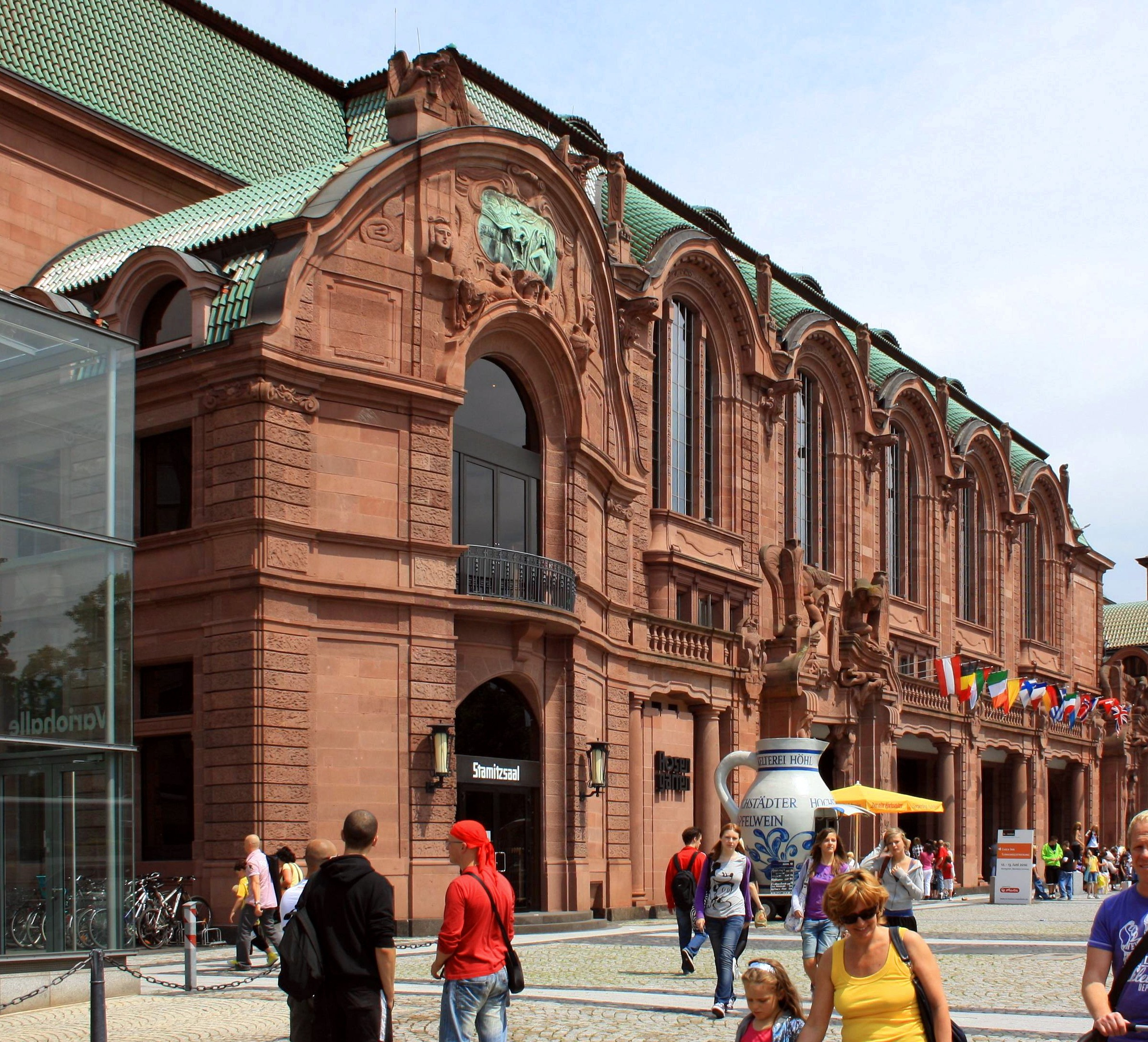
Rosengarten 2010

Im Wesentlichen schuf der Ausbau nach den Plänen des Mannheimer Architekten Andreas Schmucker einen Glaskubus. Er beinhaltet zwei neue Seitenfoyers, zehn weitere Seminarsäle, einen Hörsaal für 500 Teilnehmer, vier multifunktionale Räume sowie zwölf neue Konferenzräume. Dazu wurde auf das Foyer um den 1974 erbauten Mozartsaal ein Stockwerk aufgesetzt. Auf den Mozartsaal selbst wurde nichts aufgesetzt. Die Gesamthöhe des Gebäudes beträgt nun 23 Meter. Zu beiden Seiten vergrößerte sich das Gebäude auf einer Länge von 65 Metern um je 15 Meter in der Breite.
Insgesamt bietet das m:con Congress Center Rosengarten seit dem Ausbau 44 Räume mit einer Gesamtfläche von rund 22.000 Quadratmetern. Bis zu 9.000 Teilnehmer je Kongress können im m:con Congress Center Rosengarten tagen. Um diese bequem in ihre Meeting- und Work-Shop-Räume bringen zu können, wurden Rolltreppen in das Haus integriert. m:con investierte für die Baumaßnahme insgesamt 53 Millionen Euro. Von der Investitionssumme entfielen 40 Millionen Euro auf die reine Baumaßnahme, zehn Millionen Euro wurden in die technische Ausstattung investiert.